# Rīgas Valsts 1. ģimnāzija
Le lycée officiel n. 1 de Rīga (en letton : Rīgas Valsts 1. ģimnāzija) est la plus vieille école des Pays baltes situé à Riga en Lettonie. 

## Présentation
L'école a été fondée en 1211, une dizaine d'années après la fondation de Rīga. Son nom et la langue d'enseignement ont changé de nombreuses fois durant son histoire. Le letton est devenu la principale langue d'enseignement en 1919 peu après l'indépendance du pays.
Aujourd'hui, le gymnasium est connu pour ses cursus forts en sciences naturelles, mathématique et informatique. Les étudiants désirant s’inscrire à cette école doivent passer des tests d'admission en mathématique. Le taux d'admission, avec jusqu'à six candidats par place, est l'un des plus bas du pays. Depuis 1997, l'école accueille chaque année entre 30 et 40 élèves dans le cadre du programme du baccalauréat international où l'enseignement est offert en anglais. Cette école fut la première des Pays baltes à offrir ce programme.

## Anciens élèves
Un certain nombre de personnes importantes de l'histoire et de la vie politique lettone sont issues de cette école, parmi ceux-ci : Wilhelm Ostwald, le poète Rainis et l'ancien Premier ministre Einars Repše.